# أيرالو
Airalo هو متجر للشرائح الإلكترونية. وهو يوفر شرائح إلكترونية للمسافرين لأكثر من 200 دولة ومنطقة حول العالم، مما يتيح لهم الوصول الفوري إلى الإنترنت في الخارج.

## تاريخ الشركة
Airalo هي شركة ناشئة مقرها الولايات المتحدة أسسها أبراهام بوراك وبهادير أوزدمير في عام 2019.
في عام 2019، حصلت شركة Airalo على تمويل تأسيسي بقيمة 1.9 مليون دولار من صندوق التمويل Surge التأسيسي Antler وSequoia Capital في الهند. وفي عام 2021، حصلت الشركة على تمويل بقيمة 5 ملايين دولار في السلسلة A. وفي عام 2023، حصلت على 60 مليون دولار في جولة تمويل من السلسلة B. قادت شركة e& Capital، الذراع الاستثمارية لشركة &e (المعروفة باسم شركة اتصالات الإماراتية)، الجولة بمشاركة من "مولد" الشركات الناشئة Antler Elevate، وLiberty Global، وRakuten Capital، وSingtel Innov8، وSurge (صندوق المرحلة المبكرة الذي تديره Peak XV، المعروف سابقًا باسم Sequoia Capital India وSEA)، و Orange، وT Capital (الذراع الاستثمارية لشركة Deutsche Telecom)، وKPN Ventures، وTelefónica Ventures، وI2BF Global Ventures.